# Instituto Tecnológico de Tokio

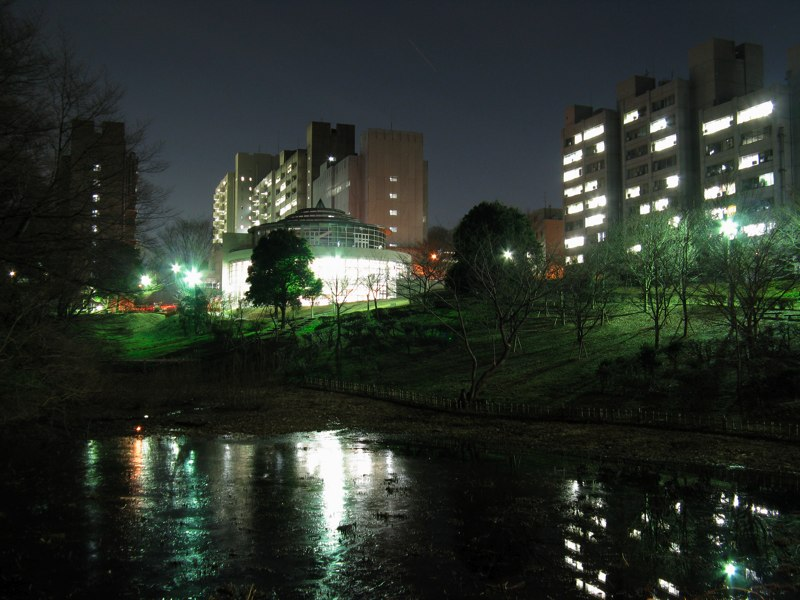
Edificio del campus de Suzukakedai de noche.

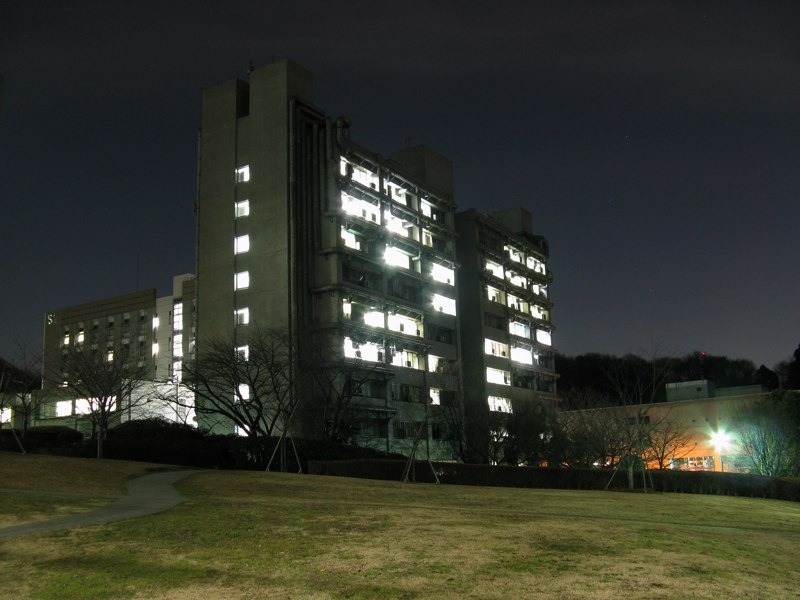
Edificio del campus de Suzukakedai de noche.

El Instituto Tecnológico de Tokio (東京工業大学, Tōkyō Kōgyō Daigaku), también conocido como Tokyo Institute of Technology, Tokyo Tech o TITech, es una universidad nacional enfocada en investigación ubicada en el Área del Gran Tokio, Japón. Tokyo Tech es la institución más grande para la educación superior en Japón dedicada a la ciencia y la tecnología, y se considera generalmente como una de las universidades más prestigiosas de Japón.
El 1 de octubre de 2024, se espera que la universidad se fusione con la Universidad Médica y Dental de Tokio y juntas se conviertan en una única institución de educación superior llamada Instituto de Ciencias de Tokio.

## Campus
El campus principal de Tokyo Tech se encuentra en Ōokayama, en el límite de Meguro y Ota, con su entrada principal frente a la estación de Ōokayama. Sus otros campus están ubicados en Suzukakedai y Tamachi. Tokyo Tech está organizado en 6 escuelas, dentro de las cuales hay más de 40 departamentos y centros de investigación.

## Historia

### Fundación y primeros años (1881-1922)
El Instituto Tecnológico de Tokio fue fundado por el gobierno de Japón como la Escuela Vocacional de Tokio el 26 de mayo de 1881, 14 años después de la Restauración Meiji. Para lograr el rápido alcance a Occidente, el gobierno contaba con que esta escuela produjera nuevos tecnólogos e ingenieros modernizados. En 1890, fue rebautizada como Escuela Técnica de Tokio y en 1901, cambió nuevamente de nombre a Escuela Técnica Superior de Tokio.

### Gran terremoto de Kantō y Segunda Guerra Mundial (1923-1945)
Al comienzo, la escuela estaba ubicada en Kuramae, en el área oriental de Tokio, donde muchos talleres de artesanos existían desde la antigua era de los Shogun. Los edificios en el campus de Kuramae fueron destruidos por el gran terremoto de Kantō en 1923. Al año siguiente, la Escuela Técnica Superior de Tokio se trasladó de Kuramae al actual sitio en Ookayama, un suburbio al sur de Tokio. En 1929 la escuela se convirtió en el Instituto Tecnológico de Tokio, ganando el estatus de universidad nacional, permitiendo otorgar grados. La universidad inauguró el Laboratorio de Materiales de Construcción en 1934 y cinco años más tarde se construyeron el Laboratorio de Utilización de Recursos y el Laboratorio de Maquinaria de Precisión. El Laboratorio de la Industria de la Cerámica se hizo en 1943, mientras los laboratorios de la Ciencia del Combustible y el de Electrónica se construyeron en 1944.

### Era de la posguerra (1946-presente)
Después de la Segunda Guerra Mundial, un nuevo sistema educativo fue promulgado en 1949 con la Ley de Establecimiento Escolar Nacional y el Instituto Tecnológico de Tokio fue reorganizado. Muchos cursos de tres años se convirtieron en cursos de cuatro años con puesta en marcha de la Escuela de Ingeniería ese año. La universidad inició programas de posgrado en ingeniería en 1953. Al año siguiente, los cinco laboratorios de investigación se integraron y se reorganizaron en cuatro nuevos laboratorios: el Laboratorio de Investigación de Materiales de Construcción, el Laboratorio de Investigación de Recursos, el Laboratorio de Precisión e Inteligencia y el Laboratorio de Industria Cerámica. Así mismo la Escuela de Ingeniería pasó a llamarse Escuela de Ciencia e Ingeniería.
Operando el superordenador de clase mundial Tsubame 2.0 y haciendo un gran avance en la superconductividad a alta temperatura, Tokyo Tech es un centro importante para la tecnología de supercomputación y la investigación de materia condensada en el mundo.
En 2011, se celebró el aniversario 130 de su fundación. En 2014, se unió al consorcio edX y formó la Oficina de Desarrollo de la Educación en Línea (OEDO) para crear MOOCS, que están alojados en el sitio web edX.
En sus 130 años, Tokio Tech ha proporcionado científicos, investigadores, ingenieros y muchos líderes sociales, incluyendo el ex primer ministro Naoto Kan.

## Exalumnos destacados
- Yukio Hatoyama - profesor asistente, primer ministro de Japón (2009-2010)
- Naoto Kan primer ministro de Japón (2010-2011)
- Satoru Iwata - CEO de Nintendo
- Hideki Shirakawa - Premio Nobel de Química, 2000
- Rokusuke Hori - inventor de las pantimedias, fundador de Atsugi Co.Ltd.
- Yogoro Kato - co-inventor del imán de ferrita. Profesor emérito.
- Takeshi Takei - co-inventor del imán de ferrita. Profesor emérito.
- Minoru K. Kurosawa - motores de ondas acústicas superficiales (SAW).
- Yoshinori Ohsumi -  Premio Nobel de Medicina, 2016
- Tadao Takahashi - miembro del Salón de la Fama de Internet.